# Qualificazioni al campionato europeo maschile di calcio 2012 - Gruppo E

## Risultati
| Arbitro: | Robert Malek |

|                       |           |  |
| Suvorov 69’ Doroș 74’ | Marcatori |  |

| Arbitro: | Martin Atkinson |

|                   |           |  |
| Wernbloom 51’ 73’ | Marcatori |  |

| Arbitro: | Simon Lee Evans |

|  |           |                                                             |
|  | Marcatori | 16’ (rig.) Kuijt 38’ 48’ 67’ Huntelaar 90+1’ van Nistelrooy |

| Arbitro: | David Mckeon |

|                                                                                                   |           |  |
| Ibrahimović 7’ 77’ Davide Simoncini 12’ (aut.) Aldo Simoncini 26’ (aut.) Granqvist 51’ Berg 90+3’ | Marcatori |  |

| Arbitro: | Libor Kovařik |

|                      |           |             |
| Rudolf 50’ Koman 66’ | Marcatori | 79’ Suvorov |

| Arbitro: | Aleksej Nikolaev |

|                         |           |              |
| Huntelaar 7’ (rig.) 16’ | Marcatori | 18’ Forssell |

| Arbitro: | Hannes Kaasik |

|                                                                             |           |  |
| Rudolf 11’ 25’ Szalai 18’ 27’ 48’ Koman 59’ Dzsudzsák 89’ Gera 90+3’ (rig.) | Marcatori |  |

| Arbitro: | Florian Meyer |

|  |           |               |
|  | Marcatori | 37’ Huntelaar |

| Arbitro: | Alan Kelly |

|              |           |                            |
| Forssell 85’ | Marcatori | 50’ Szalai 90+5’ Dzsudzsák |

| Arbitro: | Mark Courtney |

|                                   |           |               |
| Huntelaar 4’, Afellay 37’ 55’ 59’ | Marcatori | 69’ Granqvist |

| Arbitro: | Stéphane Lannoy |

|  |           |                            |
|  | Marcatori | 20’ Josan 86’ (rig.) Doroș |

| Arbitro: | Radek Matejek |

|                                                                                       |           |  |
| Väyrynen 39’ Hämäläinen 49’ 67’ Forssell 51’ 59’ 78’ Litmanen 71’ (rig.) Porokara 73’ | Marcatori |  |

| Arbitro: | Carlos Velasco Carballo |

|  |           |                                                      |
|  | Marcatori | 8’ Van der Vaart 45’ Afellay 54’ Kuyt 62’ van Persie |

| Arbitro: | Svein Oddvar Moen |

|                                                              |           |                         |
| van Persie 13’ Sneijder 61’ van Nistelrooy 73’ Kuijt 78’ 81’ | Marcatori | 46’ Rudolf 50’ 75’ Gera |

| Arbitro: | Knut Kircher |

|                        |           |               |
| Lustig 30’ Larsson 82’ | Marcatori | 90+2’ Suvorov |

| Arbitro: | Andrejs Sipailo |

|  |           |              |
|  | Marcatori | 41’ Forssell |

| Arbitro: | Andre Marriner |

|             |           |                                          |
| Bugaiov 61’ | Marcatori | 11’ Toivonen 30’ 58’ Elmander 88’ Gerndt |

| Arbitro: | Antony Gautier |

|                                                   |           |  |
| Källström 11’ Ibrahimović 31’ 35’ 53’ Bajrami 83’ | Marcatori |  |

| Arbitro: | Pavle Radovanović |

|  |           |                                  |
|  | Marcatori | 40’ Lipták 49’ Szabics 83’ Koman |

| Arbitro: | Anastassios Kakos |

|                                                         |           |             |
| Hämäläinen 11’ 43’ Forssell 52’ (rig.) Armaș 70’ (aut.) | Marcatori | 85’ Alexeev |

| Arbitro: | Damir Skomina |

|                        |           |                 |
| Szabics 44’ Rudolf 90’ | Marcatori | 60’ Wilhelmsson |

| Arbitro: | Liran Liany |

|                                                                                                   |           |  |
| van Persie 7’ 65’ 67’ 79’ Sneijder 12’ 87’ Heitinga 17’ Kuijt 49’ Huntelaar 56’ 77’ Wijnaldum 90’ | Marcatori |  |

| Arbitro: | Manuel Gräfe |

|  |           |                             |
|  | Marcatori | 29’ Strootman 90+3’ de Jong |

| Arbitro: | Ivan Bebek |

|  |           |                       |
|  | Marcatori | 7’ Vanczák 83’ Rudolf |

| Arbitro: | Steven McLean |

|  |           |                                                             |
|  | Marcatori | 64’ Källström 70’ 90+3’ Wilhelmsson 81’ M. Olsson 89’ Hysén |

| Arbitro: | Mark Clattenburg |

|            |           |                       |
| Toivio 73’ | Marcatori | 8’ Larsson 52’ Olsson |

| Arbitro: | Matej Jug |

|               |           |  |
| Huntelaar 40’ | Marcatori |  |

| Arbitro: | Cüneyt Çakır |

|                                               |           |                         |
| Källström 14’ Larsson 52’ (rig.) Toivonen 53’ | Marcatori | 23’ Huntelaar 50’ Kuijt |

| Budapest 11 ottobre 2011, ore 20:00 CEST | Ungheria                 | 0 – 0 referto | Finlandia | Puskás Ferenc Stadion\| Arbitro: \| Alberto Undiano Mallenco \| |
| Arbitro:                                 | Alberto Undiano Mallenco |               |           |                                                                 |

| Arbitro: | Petur Reinert |

|                                                         |           |  |
| Zmeu 30’ Bacciocchi 62’ (aut.) Suvorov 66’ Andronic 87’ | Marcatori |  |

| Squadra     | P.ti | G  | V | P | S  | RF | RS | DR  |
| ----------- | ---- | -- | - | - | -- | -- | -- | --- |
| Paesi Bassi | 27   | 10 | 9 | 0 | 1  | 37 | 8  | +29 |
| Svezia      | 24   | 10 | 8 | 0 | 2  | 31 | 11 | +20 |
| Ungheria    | 19   | 10 | 6 | 1 | 3  | 22 | 14 | +8  |
| Finlandia   | 10   | 10 | 3 | 1 | 6  | 16 | 16 | 0   |
| Moldavia    | 9    | 10 | 3 | 0 | 7  | 12 | 16 | -4  |
| San Marino  | 0    | 10 | 0 | 0 | 10 | 0  | 53 | -53 |

## Classifica marcatori
11 gol
- Klaas-Jan Huntelaar

7 gol
- Mikael Forssell

6 gol
- Dirk Kuijt
- Robin van Persie
- Gergely Rudolf

5 gol
- Zlatan Ibrahimović

4 gol
- Kasper Hämäläinen
- Alexandru Suvorov
- Ibrahim Afellay
- Ádám Szalai

3 gol
- Wesley Sneijder
- Kim Källström
- Sebastian Larsson
- Christian Wilhelmsson

- Zoltán Gera
- Vladimir Koman

2 gol
- Anatolie Doroș
- Ruud van Nistelrooy
- Johan Elmander
- Andreas Granqvist
- Martin Olsson

- Ola Toivonen
- Pontus Wernbloom
- Balázs Dzsudzsák
- Imre Szabics

1 gol
- Jari Litmanen
- Roni Porokara
- Joona Toivio
- Mika Väyrynen
- Serghei Alexeev
- Gheorghe Andronic
- Igor Bugaiov

- Nicolae Josan
- Denis Zmeu
- Luuk de Jong
- John Heitinga
- Kevin Strootman
- Georginio Wijnaldum
- Rafael van der Vaart

- Emir Bajrami
- Marcus Berg
- Alexander Gerndt
- Tobias Hysén
- Mikael Lustig
- Zoltán Lipták
- Vilmos Vanczák

Autoreti
- Igor Armaș (pro  Finlandia)
- Simone Bacciocchi (pro  Moldavia)
- Aldo Simoncini (pro  Svezia)
- Davide Simoncini (pro  Svezia)